# Protokolchef
En protokolchef  er leder af den enhed i et udenrigsministerium (i nogle lande også i andre ministerier), kaldet protokollen, som bl.a. varetager forbindelsen til udenlandske diplomater i landet og bistår dem i praktiske spørgsmål, herunder i spørgsmål vedrørende Wienerkonventionen om diplomatiske forbindelser. Under protokolchefens ansvarsområde hører også typisk tilrettelæggelsen af besøg af udenlandske statsoverhoveder og ministre.